# Nigerias delstater
Nigeria har siden   1996 været inddelt i et hovedstadsområde, Federal Capital Territory (Abuja), og 36 delstater. Delstaterne og hovedstadsområdet er inddelt i totalt  774 lokalt styrede områder, local government areas.
I kolonitiden var Nigeria inddelt i tre provinser; Nord-, Øst- og Vestprovinsen, samt Lagos. Etter uafhængigheden i 1960 ændrede man betegnelsen til regioner. I 1963 blev det fire regioner. Siden 1967 har man haft delstater – i begyndelsen 12, så 19 fra 1976, 21 fra 1987, 30 fra 1990 og 36 siden 1996
| #  | Delstat                                      | Hovedstad     | Kort               |
| -- | -------------------------------------------- | ------------- | ------------------ |
| 1  | Abia                                         | Umuahia       | Nigerias delstater |
| 2  | Adamawa                                      | Yola          | Nigerias delstater |
| 3  | Akwa Ibom                                    | Uyo           | Nigerias delstater |
| 4  | Anambra                                      | Awka          | Nigerias delstater |
| 5  | Bauchi                                       | Bauchi        | Nigerias delstater |
| 6  | Bayelsa                                      | Yenagoa       | Nigerias delstater |
| 7  | Benue                                        | Makurdi       | Nigerias delstater |
| 8  | Borno                                        | Maiduguri     | Nigerias delstater |
| 9  | Cross River                                  | Calabar       | Nigerias delstater |
| 10 | Delta                                        | Asaba         | Nigerias delstater |
| 11 | Ebonyi                                       | Abakaliki     | Nigerias delstater |
| 12 | Edo                                          | Benin City    | Nigerias delstater |
| 13 | Ekiti                                        | Ado Ekiti     | Nigerias delstater |
| 14 | Enugu                                        | Enugu         | Nigerias delstater |
| 15 | Gombe                                        | Gombe         | Nigerias delstater |
| 16 | Imo                                          | Owerri        | Nigerias delstater |
| 17 | Jigawa                                       | Dutse         | Nigerias delstater |
| 18 | Kaduna                                       | Kaduna        | Nigerias delstater |
| 19 | Kano                                         | Kano          | Nigerias delstater |
| 20 | Katsina                                      | Katsina       | Nigerias delstater |
| 21 | Kebbi                                        | Birnin Kebbi  | Nigerias delstater |
| 22 | Kogi                                         | Lokoja        | Nigerias delstater |
| 23 | Kwara                                        | Ilorin        | Nigerias delstater |
| 24 | Lagos                                        | Ikeja         | Nigerias delstater |
| 25 | Nassarawa                                    | Lafia         | Nigerias delstater |
| 26 | Niger                                        | Minna         | Nigerias delstater |
| 27 | Ogun                                         | Abeokuta      | Nigerias delstater |
| 28 | Ondo                                         | Akure         | Nigerias delstater |
| 29 | Osun                                         | Oshogbo       | Nigerias delstater |
| 30 | Oyo                                          | Ibadan        | Nigerias delstater |
| 31 | Plateau                                      | Jos           | Nigerias delstater |
| 32 | Rivers                                       | Port Harcourt | Nigerias delstater |
| 33 | Sokoto                                       | Sokoto        | Nigerias delstater |
| 34 | Taraba                                       | Jalingo       | Nigerias delstater |
| 35 | Yobe                                         | Damaturu      | Nigerias delstater |
| 36 | Zamfara                                      | Gusau         | Nigerias delstater |
| 37 | Federal Capital Territory (hovedstadsområde) | Abuja         | Nigerias delstater |